# 마리아 가브리엘라 마르티네스 가스콘
마리아 가브리엘라 마르티네스 가스콘(María Gabriela Martínez Gascón, 1983년 1월 3일~) 은 베네수엘라의 에페 펜싱 선수이다. 그녀는 2012년 하계 올림픽의 여자 에페 개인전에 출전하였으나 64강에서 탈락하였다.
그녀는 예수 그리스도 후기성도 교회의 일원이다.